# Kotlina Popradzka
Kotlina Popradzka (514.72; słow. Popradská kotlina, niem. Poppertal, Popper-Niederung) – w regionalizacji polskiej według Jerzego Kondrackiego jednostka geomorfologiczna w Centralnych Karpatach Zachodnich, na Słowacji, stanowiąca wschodnią część Obniżenia Liptowsko-Spiskiego. W regionalizacji słowackiej Kotlina Popradzka wraz z Kotliną Liptowską wchodzi w skład Kotliny Podtatrzańskiej (Podtatrzanska kotlina).
Od północy Kotlina Popradzka graniczy z Tatrami i Magurą Spiską, od wschodu z Górami Lewockimi. Na południowym wschodzie przechodzi w Kotlinę Hornadzką. Na południowym zachodzie ograniczają ją Kozie Grzbiety, natomiast na zachodzie Szczyrbski Dział oddziela ją od Kotliny Liptowskiej. Granica między Kotlinami Popradzką i Hornadzką przechodzi na wschód od wsi Jánovce, między wschodnim krańcem Kozich Grzbietów a południowo-zachodnim skrajem Gór Lewockich (według innych podziałów Karpat Kotliny Popradzka i Hornadzka tworzą razem Kotlinę Spiską). Granicę zachodnią (z Kotliną Liptowską) stanowi wododział Wagu (konkretnie: Białego Wagu) i Popradu w rejonie miejscowości Szczyrba.
Geografowie słowaccy dzielą Kotlinę Popradzką na jeszcze mniejsze jednostki: 
- Popradská rovina
- Štrbská pahorkatina
- Lomnická pahorkatina
- Kežmarská pahorkatina
- Vojnianske podhorie
- Vrbovská pahorkatina[3]

Oś kotliny wyznacza górny bieg rzeki Poprad. Na jej terenie występują liczne źródła mineralne (m.in. w miejscowościach Gánovce, Hozelec, Podhorany, Biała Spiska, Stary Smokowiec, Toporec i Wyborna) oraz źródła termalne (m.in. Gierlachów, Poprad i Wierzbów). Z występowaniem źródeł termalnych w Ganowcach związane jest miejscowe złoże trawertynu (tzw. travertínová kopa Hôrka), gdzie podczas eksploatacji trawertynu został znaleziony odlew czaszki neandertalczyka.
Całość kotliny obejmuje historyczny region Spisza. W kotlinie znajdują się miasta Svit, Poprad, Kieżmark, Spiska Biała i Podoliniec. Na terenie jednostki Tatranské podhorie rozłożyły się poszczególne „dzielnice” miasta Wysokie Tatry. Miasto Poprad jest lokalnym węzłem drogowym i kolejowym, przez który przebiega m.in. ważna linia kolejowa łącząca wschód Słowacji z jej zachodem (dawna Kolej Koszycko-Bogumińska).